# Cissus albiporcata
Cissus albiporcata är en vinväxtart som beskrevs av P.S. Masinde & L.E. Newton. Cissus albiporcata ingår i släktet Cissus och familjen vinväxter. Inga underarter finns listade i Catalogue of Life.